# Леонтьєв Олександр Володимирович
Олександр Володимирович Леонтьєв (19 червня 1976) — російський гітарист та вокаліст, лідер гурту «Северный Флот». У минулому також один з лідерів та вокаліст гурту «Кукрыниксы», гітарист та бек-вокаліст гурту «Король и Шут».
Леонтьєв разом з гуртом "Северный Флот" відвідував окупований Крим, вже після початку Повномасштабного вторгнення, через що є фігурантом бази Мировторець. Також відмовився перестати давати концерти по Росії. 

## Біографія
Народився 19 червня 1976 року в Кишиневі. За словами самого Олександра Леонтьєва, навчився грати на гітарі завдяки групі Кіно, а коли Цой загинув, пережив 2 роки відвертого фанатизму по ньому, одягався у все чорне. Після закінчення школи Олександр приїхав до Санкт-Петербурга, вступив в Ветеринарний інститут, з якого пішов, не довчившись 1 рік. Там він зустрів своїх майбутніх колег по «Кукрыниксы». Практично одночасно з цим, познайомився з Михайлом та Олексієм Горшенєвим. До цього Олександр займався музикою в стилі хеві-метал, але після відвідин концерту гурту «Король и Шут» вирішив грати щось подібне.
1997 року Михайло Горшеньов запросив Олександра в «Король и Шут» як сесійного музиканта. Навесні 1998 року він бере участь у концерті Короля и Шута на премії журналу FUZZ та виступі для програми «Жива колекція», пізніше показаному на РТР. Також Олександр Леонтьєв допомагає КіШам з концертним виконанням акустичної програми. Одночасно він продовжує бути учасником гурту «Кукрыниксы».
28 січня 2001 року на сайті «Кукрыниксы» з'явилася новина, що Олександр «Ренегат» Леонтьев остаточно покинув склад гурту й перейшов у групу «Король и Шут».
Ренегат: У мене дещо розійшлися погляди з Олексійом "Ягодой", оскільки він більше практикував образ мачо, такий у нього вишикувався імідж. Це на сто відсотків проявилося на «кінопроби». Коли ми там грали, я зрозумів, що мені з Льохою на одній сцені робити нічого. Мене ковбасить по-панківський, по-Міхінскому і з Льохою мені не по дорозі. І я сказав, що залишаюся назавжди в «Король и Шут». А «Король» вже дуже щільно та серйозно займався справою, я ж поспішаю жити, хочу, щоб все відбувалося швидше, хочу отримати все, багато й одразу. Не в сенсі грошей, а взагалі, життя. 
На початку 2006 року, після відходу з гурту Олександра Балунова, виступав у складі «Короля и Шута» як бас-гітарист. Покинув групу того ж року. Основною причиною відходу послужила важка ситуація в родині, через що довелося переїхати до Москви, що, за словами музиканта, унеможливлює подальшу участь у роботі гурту. Незважаючи на припинення концертної діяльності, Олександр брав участь у записі альбому Продавец Кошмаров як гітарист.
17 серпня 2011 офіційно заявлено про повернення до складу гурту «Король и Шут».
Одружений. Має чотирьох дітей

## Дискографія
Альбоми, у записі яких взяв участь Олександр Леонтьєв:
- Кукрыниксы — Кукрыниксы (1999) — вокал, гітара, музика, драм-машина
- Король и Шут — Как в старой сказке (2001) — бек-вокал, гітара, акустична гітара
- Кукрыниксы — Раскрашенная душа (2002) — бонус-треки
- Король и Шут — Жаль, нет ружья (2002) — бек-вокал, гітара, акустична гітара
- Король и Шут — Мёртвый Анархист (Наживо, 2003) — гітара, бек-вокал
- Король и Шут — Бунт на корабле (2004) — гітара, бек-вокал
- Король и Шут — Продавец кошмаров (2006) — гітара
- Король и Шут —  TODD. Акт 2. На краю (2012) — вокальна партія Соліста у пісні «Смерть на балу»
- Северный Флот — Всё внутри (2014) - гітара, вокал, бек-вокал